# Lista över bergarter
Lista över bergarter i alfabetisk ordning

## A

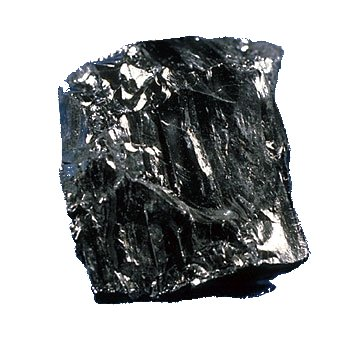
Antracit

- Agglomerat
- Alnöit
- Alunskiffer
- Amfibolit
- Amfibolitgnejs
- Andesit
- Antracit
- Aplit
- Arkos
- Anortosit

## B

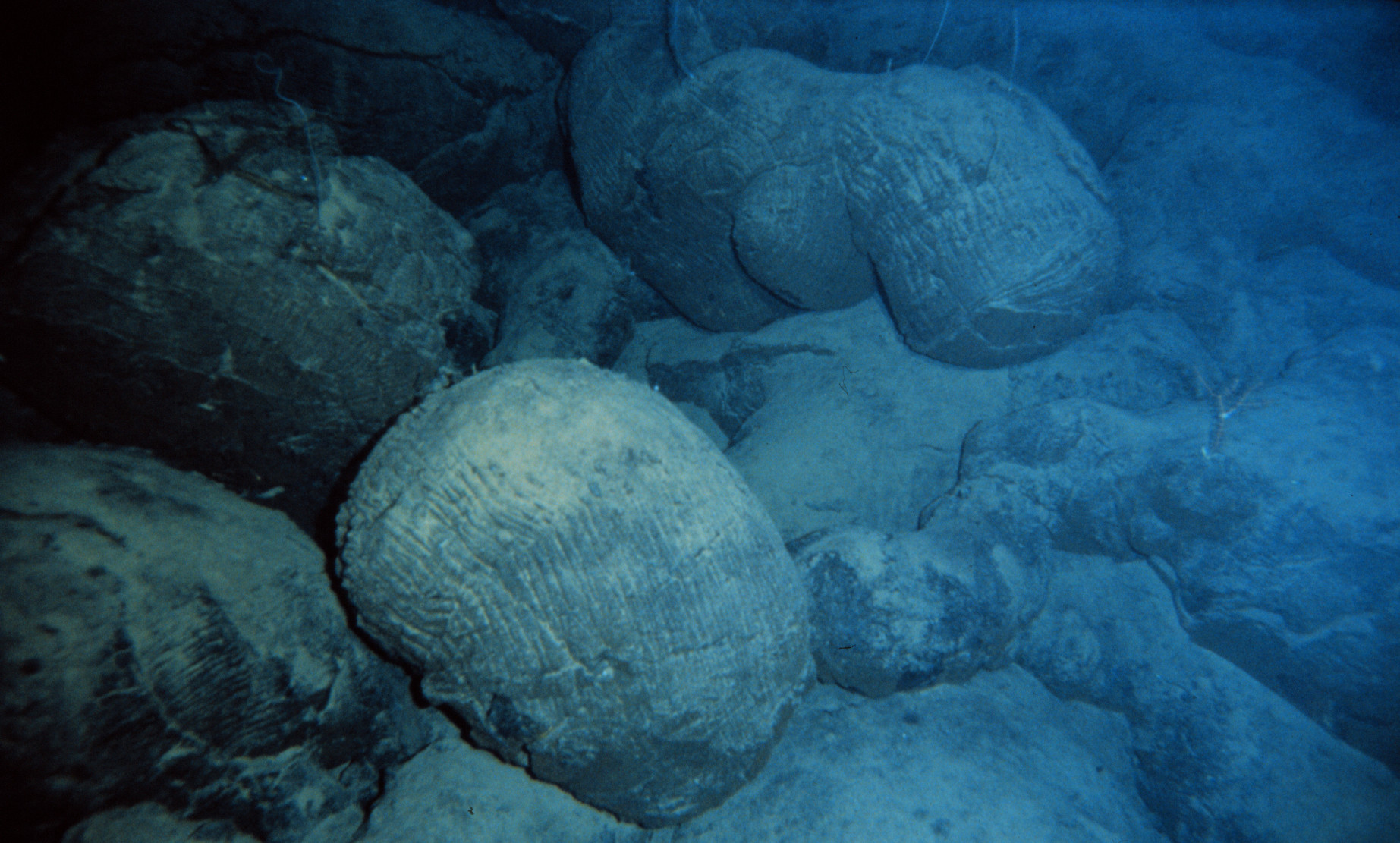
Basalt "kuddar" på havsbotten.

- Basalt
- Breccia
- Brunkol

## C
- Charnockit

## D

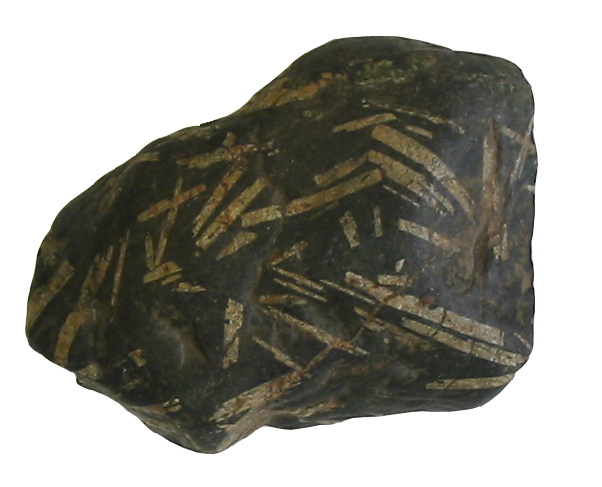
Diabas, svart som lavasten

- Diabas
- Diorit
- Dolomit
- Dunit

## E
- Eklogit
- Evaporit

## F

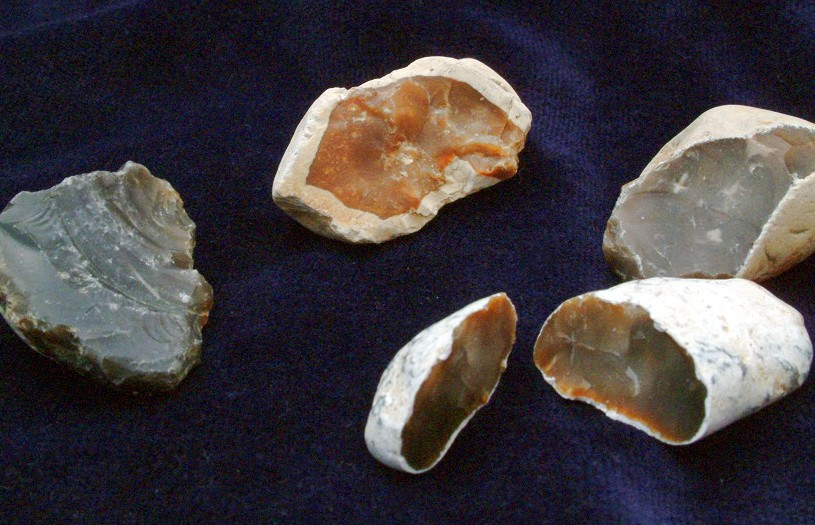
Flinta

- Flinta
- Fyllit

## G
- Gabbro
- Glimmerskiffer
- Gnejs
- Granit
- Greisen
- Grönskiffer
- Gråvacka

## H
- Hornbländegnejs
- Hornfels
- Hyperit
- Hälleflinta

## I
- Ignimbrit

## J
- Järnmeteorit

## K
- Kalksten
- Kalktuff
- Konglomerat
- Kvartsit

## L
- Larvikit
- Leptit
- Lerskiffer
- Larimar

## M

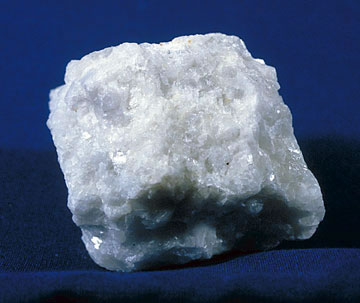
Marmor

- Marmor
- Melafyr
- Migmatit
- Mylonit

## O

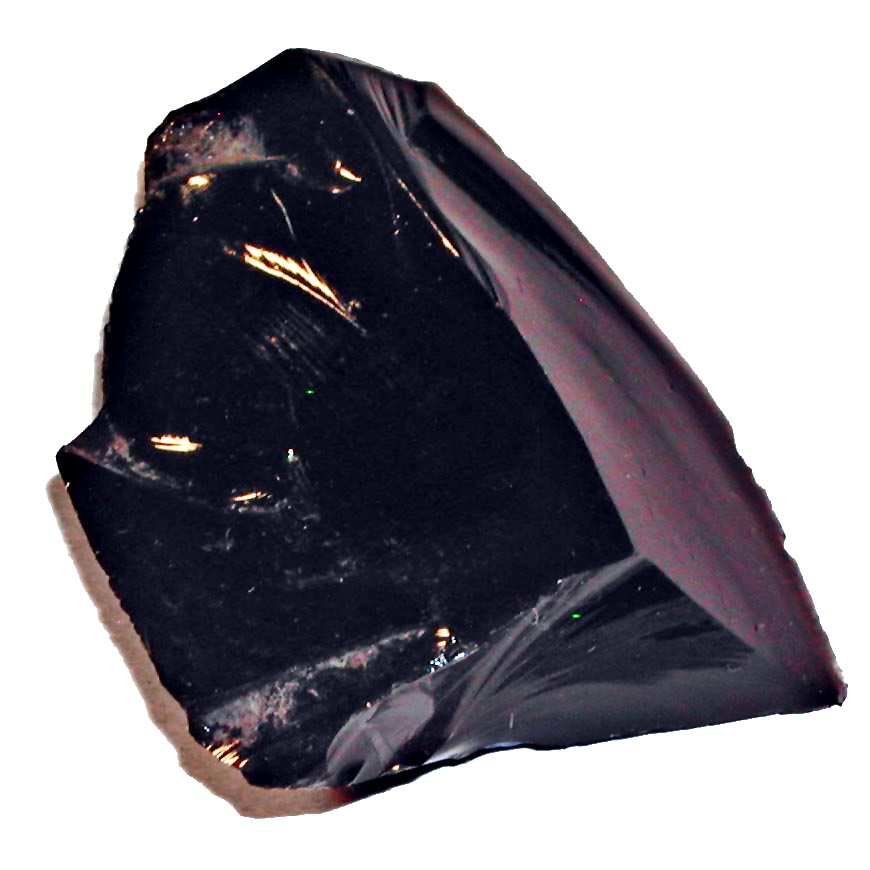
Obsidian

- Obsidian
- Onkolit
- Oolit

## P
- Pegmatit
- Peridotit
- Pimpsten
- Porfyr
- Porfyrit

## R
- Rapakivigranit
- Ryolit

## S

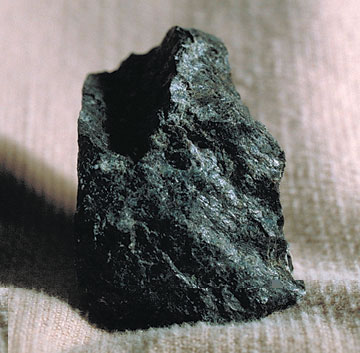
Serpentin

- Sandsten
- Serpentinsten
- Skiffer
- Sparagmit
- Stenkol
- Syenit

## T

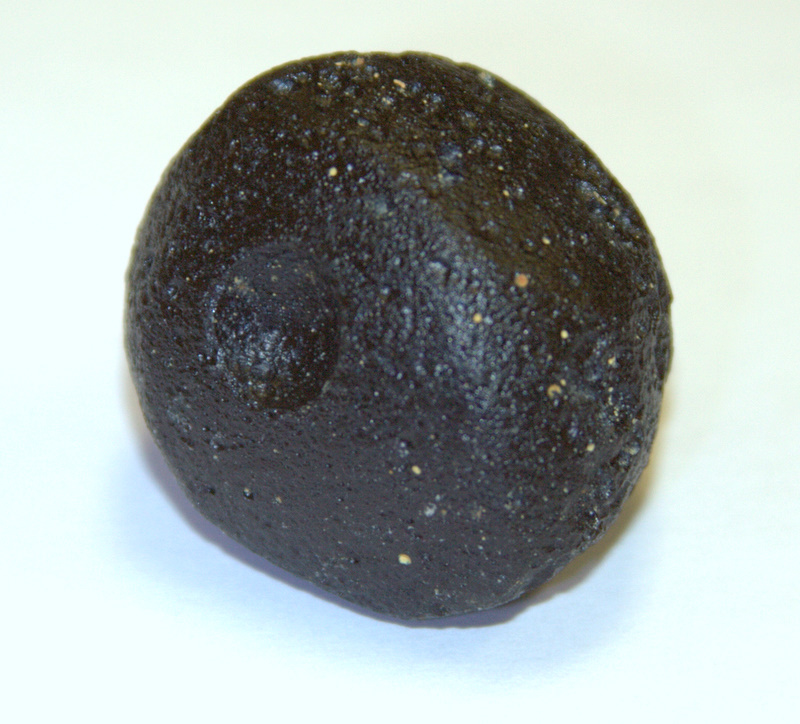
Tektit

- Tektit
- Tillit
- Travertin
- Tuff
- Tuffit
- Täljsten

## V
- Våneviksgranit
- Vångagranit
- Vätögranit
- Växjögranit

## Ä
- Älvdalsporfyr

## Ö
- Örebrogranit
- Övedssandsten